# Kaaimangrasi
Kaaimangrasi is een gebied langs de Surinamerivier in Commewijne in Suriname. In de jaren 1960 werd er bauxiet ontdekt, en is het gebied van 2004 tot 2012 gemijnd.

## Geschiedenis
Ten tijde van de slavernij hield zich in de zwampen van Kaaimangrasi de marrongroep Brooskampers schuil, onder leiding van Kapitein Broos. In november 1862, minder dan een jaar voor de afschaffing van de slavernij, wisten Broos en Kaliko een expeditie onder leiding van kapitein Steenberghe te verslaan. Toen de afschaffing van de slavernij een feit was, kregen zij bij Koninklijk besluit het bezit van de verlaten plantages Rorac en Klaverblad toegewezen.
In jaren 1960s werd bauxiet in Kaaimangrasi ontdekt. De dikte van de bauxietlaag bedraagde 4 tot 9 meter. In 2004 werd het gebied gemijnd door de Alumina Limited (een dochteronderneming van Alcoa) in samenwerking met BHP Billiton. Het betrof een gebied van 360 hectare. De bovenste laag van 50 cm was rood van kleur, maar het onderste gedeelte was grijs. Eind 2012 werd de bauxietwinning gestopt.
De regering-Bouterse II plande een verbindingsweg vanaf de brug over de Surinamerivier bij Kaaimangrasi naar Tamanredjo die de filevorming bij de Jules Wijdenboschbrug had moeten verminderen. De weg is toen niet gebouwd, maar het idee verdween bij de regering-Santokhi niet van tafel.